# Ганг (приток Эльги)
Ганг — река в России, протекает по территории Томпонского района республики Якутия. Длина реки — 40 км.
Начинается у подножия вершины 1606 на Эльгинском плоскогорье. Течёт в общем северо-западном направлении по гористой местности. Долина реки широкая, заболоченная, склоны поросли лиственничным лесом. В низовьях ширина реки — 25 м, ширина — 1,2 м, скорость течения воды — 1,2 м/с. Впадает в Эльги справа на расстоянии 313 км от устья.

## Притоки
Объекты перечислены по порядку от устья к истоку.
- 5 км: река без названия (лв)
- 5,9 км: Пингвин[3] (лв)
- 14 км: Эленгер[3] (пр)
- 15 км: Тинг[3] (пр)
- 25 км: Салют[3] (лв)
- 28 км: Сала[3] (лв)

## Данные водного реестра
По данным государственного водного реестра России относится к Ленскому бассейновому округу, водохозяйственный участок реки — Индигирка от истока до впадения реки Нера. Речной бассейн реки — Индигирка.
Код объекта в государственном водном реестре — 18050000112117700041487.